# My Favorite Things (album)
| Recensione                          | Giudizio |
| ----------------------------------- | -------- |
| AllMusic                            | [ 1 ]    |
| The Penguin Guide to Jazz           | [ 2 ]    |
| The Rolling Stone Jazz Record Guide | [ 3 ]    |

My Favorite Things è il settimo album del 1961 di John Coltrane pubblicato dall'etichetta Atlantic Records. Si tratta del primo album nel quale Coltrane suona il sassofono soprano, e dal quale fu estratto un singolo di grande successo commerciale, una versione accorciata della title track del disco, la canzone My Favorite Things. L'album è considerato dalla critica e da molti ascoltatori un disco fondamentale per la storia del jazz. 

## Descrizione
(John Coltrane come riportato da Lewis Porter nella biografia Blue Trane - La vita e la musica di John Coltrane, pag. 280)
È la prima registrazione di John Coltrane con la Atlantic Records, la prima che mette in scena lo storico quartetto con McCoy Tyner al piano, Elvin Jones alla batteria e Steve Davis al contrabbasso.
Il disco rappresentò anche la prima svolta da un tradizionale bebop al jazz modale. Si assiste a un approccio in questo senso quando Coltrane rivisita e introduce un'armonia complessa su brani tradizionali come Summertime di George Gershwin, My Favorite Things e But Not for Me.
Il classico Summertime è la dimostrazione del nuovo stile di Coltrane, definito "Sheets of Sound", in dura opposizione al malinconismo e al lirismo della tromba di Miles Davis e della sua Summertime, contenuta nel disco Porgy and Bess (1958). But Not for Me è una riarmonizzazione che usa la famosa tecnica del "Coltrane Changes" e aggiunge una coda, estesa su una progressione ripetuta ii-V-I-vi.

### Origine e storia
Nel marzo 1960, mentre era in tournée in Europa, Miles Davis acquistò un sassofono soprano per Coltrane. All'epoca lo strumento in questione veniva scarsamente impiegato nel jazz. Intrigato dalle possibilità espressive dello strumento, Coltrane iniziò a suonarlo durante le esibizioni estive nei locali. Da lì in poi, Coltrane avrebbe continuato a suonare il sax soprano per gran parte della sua carriera. Dal canto suo, Coltrane dichiarò che la sua prima esperienza con il sassofono soprano capitò per caso quando, tornando da un viaggio a Washington, un collega ne dimenticò uno nella sua auto all'incirca nel 1958: «Aprii la custodia e ci trovai un sassofono soprano. Cominciai a suonarlo e ne fui affascinato». Restituì quindi lo strumento al proprietario e se ne comprò uno. Il primo album nel quale Coltrane impiegò il nuovo strumento fu The Avant-Garde, sorta di LP tributo a Ornette Coleman, inciso nel 1960, ma pubblicato solo nel 1966 dalla Atlantic.
Dopo aver lasciato la band di Davis, Coltrane mise insieme la prima versione del suo celebre quartetto, all'inizio formato da McCoy Tyner al pianoforte, Steve Davis al contrabbasso, e Elvin Jones alla batteria. Nelle sessioni in studio agli Atlantic Studios dell'ottobre seguente, i quattro musicisti incisero il brano Village Blues per l'album Coltrane Jazz e tutte le tracce di My Favorite Things, insieme ai brani che la Atlantic avrebbe in seguito pubblicato negli album Coltrane Plays the Blues e Coltrane's Sound.

### My Favorite Things
(John Coltrane come riportato da Lewis Porter nella biografia Blue Trane - La vita e la musica di John Coltrane)
My Favorite Things è una reinterpretazione modale del pezzo di Richard Rodgers proveniente da The Sound of Music. La melodia del pezzo emerge molte volte nel corso di questa versione di 14 minuti. Su questa melodia Coltrane e Tyner innestano lunghi assoli sulla ripetizione dei due accordi, Mi maggiore e Mi minore. L'assolo di Tyner è caratterizzato dall'essere molto ritmico, e dal non ricercare la melodia.
Coltrane aveva iniziato da qualche tempo ad esercitarsi su un brano simile a un valzer, e adesso si sentiva pronto ad inciderlo su disco. A proposito della scelta del brano, Coltrane raccontò che a segnalarglielo era stato un suo amico che gli aveva suggerito: «Perché non provi a suonarlo?» Allora il sassofonista comprò lo spartito della canzone e gli piacque. Lo portò in studio di registrazione ed iniziò a lavorarci sopra con gli altri musicisti della band. L'idea di semplificare brani conosciuti per inserirvi sezioni modali fu un accorgimento che Coltrane mise in pratica spesso negli anni a venire, prima della svolta free jazz dell'ultima parte di carriera.
(John Coltrane)

## Tracce
1. My Favorite Things – 13:41 (Richard Rodgers)
2. Ev'ry Time We Say Goodbye – 5:39 (Cole Porter)
3. Summertime – 11:31 (George Gershwin)
4. But Not for Me – 9:35 (George Gershwin)

### Bonus Tracks Ristampa CD 1998
1. My Favorite Things, Part 1 (Rodgers) - 2:45 [Edit Single Version]
2. My Favorite Things, Part 2 (Rodgers) - 3:02 [Edit Single Version]

## Formazione
- John Coltrane - sassofono soprano (traccia 1, 2), sassofono tenore (traccia 3, 4)
- McCoy Tyner - piano
- Steve Davis - contrabbasso
- Elvin Jones - batteria

## Crediti
- Nesuhi Ertegün — produzione
- Tom Dowd, Phil Iehle — ingegneri del suono
- Lee Friedlander — fotografie
- Loring Eutemey — cover design
- Bill Coss — note interne originali
- Bob Carlton, Patrick Milligan — supervisione riedizione
- Bill Inglot, Dan Hersch — rimasterizzazione digitale
- Rachel Gutek — design riedizione
- Hugh Brown — direzione artistica riedizione
- Nat Hentoff — note interne riedizione
- Steven Chean — supervisione editoriale riedizione
- Ted Myers, Elizabeth Pavone — coordinamento editoriale riedizione

## Curiosità
- Nella prima versione in CD, datata 1990 e priva di bonus tracks, sul fianco della custodia il titolo riportato è Favorite Things, mentre sul fronte il titolo è quello corretto.